# ビクトル・ウジョア
ビクトル・ウジョア（Víctor Ulloa、1992年3月4日 - ）は、メキシコ出身の元プロサッカー選手。現役時代のポジションはMF。

## クラブ経歴
地元クラブであるFCダラスのアカデミーでプレーをはじめ、2010年7月にホームグロウンプレーヤー契約を結んだ。2011年10月23日のサンノゼ・アースクエイクス戦でプロデビュー。
2018年12月、15万ドルの金銭トレードでFCシンシナティに加入。
2019年11月、5万ドル＋2020年MLSスーパードラフト3巡目指名権とのトレードでインテル・マイアミCFに加入。

## 人物
メキシコのチワワ州で生まれ、その後、家族と共にアメリカ合衆国に移住。ダラス郊外の町ワイリーで育った。

## タイトル

### クラブ
FCダラス
- USオープンカップ: 2016
- サポーターズ・シールド: 2016

インテル・マイアミCF
- リーグスカップ: 2023